# Yitshaq ben Tseví
Yitshaq ben Tseví (hebreu: יצחק בן צבי‎ (24 de novembre de 1884 - 23 d'abril de 1963) fou un historiador i polític israelià, líder del laborisme sionista. Va ser el segon President d'Israel. Abans la creació de l'estat d'Israel, va ser un líder de la milícia Haganà que va actuar per a la defensa dels jueus a Palestina.
Quan encara era el cabdill de la milícia Haganà, va instigar l'assassinat d'en Jacob Israël de Haan. Avraham Tehomi, l'assassí ordenat, mai no es va penedir del seu acte i a una entrevista va dir: “a la nostra organització, res mai no es va fer sense la signatura d'en Yitshaq ben Tseví. No tinc cap recança, De Haan volia destruir els nostres ideals.” Això fou considerat com el primer assassinat polític intern als diversos grups jueus que s'instal·laven a poc a poc a Palestina.